# Jean-Pierre Borgoni
Jean-Pierre Borgoni, né le 1er octobre 1947 à Sanary-sur-Mer (Var), est un footballeur français. Il évoluait au poste de défenseur central.

## Statistiques
| Saison                | Club                  | Championnat           | Championnat | Championnat | Coupe(s) nationale(s) | Coupe(s) nationale(s) | Total | Total |
| Saison                | Club                  | Division              | M.          | B.          | M.                    | B.                    | M.    | B.    |
| 1968-1969             | SC Toulon             | Division 2            | 38          | 1           | 3                     | 0                     | 41    | 1     |
| 1969-1970             | SC Toulon             | Division 2            | 27          | 1           | 6                     | 0                     | 33    | 1     |
| Sous-total            | Sous-total            | Sous-total            | 65          | 2           | 9                     | 0                     | 74    | 2     |
| 1970-1971             | AS Nancy-Lorraine     | Division 1            | 14          | 0           | 1                     | 0                     | 15    | 0     |
| 1971-1972             | AS Nancy-Lorraine     | Division 1            | -           | -           | -                     | -                     | 0     | 0     |
| Sous-total            | Sous-total            | Sous-total            | 14          | 0           | 1                     | 0                     | 15    | 0     |
| 1972-1973             | CS Sedan Ardennes     | Division 1            | 18          | 0           | -                     | -                     | 18    | 0     |
| Sous-total            | Sous-total            | Sous-total            | 18          | 0           | -                     | -                     | 18    | 0     |
| 1973-1974             | US Toulouse           | Division 2            | 29          | 1           | 5                     | 0                     | 34    | 1     |
| 1974-1975             | US Toulouse           | Division 2            | 31          | 5           | 1                     | 0                     | 32    | 5     |
| 1975-1976             | US Toulouse           | Division 2            | 25          | 1           | 2                     | 0                     | 27    | 1     |
| 1976-1977             | US Toulouse           | Division 2            | 29          | 2           | 1                     | 0                     | 30    | 2     |
| Sous-total            | Sous-total            | Sous-total            | 114         | 9           | 9                     | 0                     | 123   | 9     |
| 1977-1978             | AS Béziers            | Division 2            | 28          | 0           | -                     | -                     | 28    | 0     |
| 1978-1979             | AS Béziers            | Division 2            | 32          | 2           | 1                     | 0                     | 33    | 2     |
| 1979-1980             | AS Béziers            | Division 2            | 32          | 2           | 1                     | 0                     | 33    | 2     |
| 1980-1981             | AS Béziers            | Division 2            | 34          | 6           | 1                     | 0                     | 35    | 6     |
| 1981-1982             | AS Béziers            | Division 2            | 29          | 3           | -                     | -                     | 29    | 3     |
| 1982-1983             | AS Béziers            | Division 2            | 31          | 5           | -                     | -                     | 31    | 5     |
| 1983-1984             | AS Béziers            | Division 2            | 33          | 2           | 1                     | 0                     | 34    | 2     |
| 1984-1985             | AS Béziers            | Division 2            | 2           | 0           | -                     | -                     | 2     | 0     |
| Sous-total            | Sous-total            | Sous-total            | 221         | 20          | 4                     | 0                     | 225   | 20    |
| Total sur la carrière | Total sur la carrière | Total sur la carrière | 432         | 31          | 23                    | 0                     | 455   | 31    |